# ナマ・イキVOICE
『ナマ・イキVOICE』（ナマイキボイス）は、鹿児島テレビ放送（KTS）制作の女性向け情報番組である。制作局の鹿児島テレビ放送では、1990年5月5日に放送が開始された。鹿児島県のローカル番組としては南日本放送の『どーんと鹿児島』に次ぐ長寿番組である。

## 概要
鹿児島テレビ（KTS）の女性社員が結集して「女性による女性のための番組」を模索。鹿児島在住の女性達を「ナマ・イキ倶楽部員」として呼び集め、視聴者参加型番組としてスタートした。「ナマ・イキ」とは態度が太い意味の「生意気」ではなく「ナマ（放送）でイキ（粋）な情報を発信します」の意。開始前、番組タイトルが「世の中をバカにしている」と上層部から突き返され、当時のKTS社長も「鹿児島で、女性で、ナマイキ? それこそ生意気だ!」と憤慨していたが、「認められないなら、いい番組づくりができるとは考えられない」と説得、上層部もOKを出した。開始当初の番組タイトルは『ナマ・イキVOICE』に続けて「100%女性倶楽部」との副題が付されていた。基本的にナレーションも司会者が兼務するが、一部VTRを山本慎一や上片平健、小鍛冶宏将など男性アナウンサーも担当することがある。2002年からはCSデジタル放送でも放送されている。
エンディングでは、天文館を女性が歩く風景を毎週撮影し放送していたが、新型コロナウイルス感染予防対策のため、2020年3月28日以降は当日の番組内容のハイライトや視聴者から募集した映像をエンディングに使用していた。その後従前の状態に戻され、2023年7月現在では2020年3月21日以前と同様のエンディング構成となる。
なお、2004年のアミュプラザ鹿児島開業後の一時期とLi-Ka1920が全面開業した翌日の2021年6月19日に限り鹿児島中央駅周辺で同様の撮影を行った。
1998年6月23日には、初めての番組公式ウェブサイトも作成された。初期は湾岸戦争を取り上げるなど硬派な企画も放送されたが、次第に女性向けの生活情報へとシフトした。鹿児島市中央公園の愛称も本番組で募集され、1994年7月16日放送分にて同公園の愛称は「テンパーク」と名付けられた。絵画・彫刻等のアーティストの発表の場を提供する「アートマーケット」や毎年7月に放送される鹿児島県内のいい男を探す「ひこぼしに会いたい」は番組恒例となっている。その中でナマイキ倶楽部員と多くのイベントを展開し、特に米作りを行った「女子コメ部」の活動は2010年にギャラクシー賞（報道部門）を受賞した。番組スタッフは2000年度の放送ウーマン賞も受賞している。
2010年3月27日の放送で、KTSでの放送回数1000回を達成した。

### 特別番組
「KTSの日」実施日は、本番組が同特番内でのコーナーとして放送される場合がある、その場合18:30の放送枠は遅れネット番組で穴埋めされる。年末年始の通常放送は基本的に休止となるが、2016年までは年始1月2日昼間のローカル枠を使い新春スペシャルが放送されていた。
2005年7月25日19:00 - 20:00には、15周年記念の特別番組『ナマ・イキVOICEスペシャル 焼酎作りにかけた606日』が放送。2003年から2年間にわたって行われたオリジナル焼酎作りプロジェクト「女杜氏組」（おんなとうじぐみ）の活動記録をまとめたドキュメンタリーで、ナレーションは女優の桜井幸子が務めた。オンエアから15年後の2020年11月28日放送でも当時の映像が流れ、女杜氏組の隊長（リーダー）を務めた桐原まどか（元KTSタレント）のコメントも紹介された。
2010年5月1日18:00 - 19:00には、20周年記念の特別番組『ナマ・イキVOICE 20周年ありがとう! ナマ・イキが出会ったオンナたち』が放送された。2015年11月13日19:00 - 19:54には、25周年記念の特別番組『ナマ・イキVOICE 25年で女も結構変わったよ!スペシャル』が放送され、初代MCと12代目MCの対談VTRが放送された。2020年5月5日20:00 - 21:00には、30周年記念の特別番組『ナマ・イキVOICE わたしたち、こうして30才になりました』が生放送された。

## 出演者
- 代数のカウントは片方が交代したものもカウントする、KTSタレントが出演する「AMU's STYLE」および「My Amu」は除く。

2020年5月9日以降
| 名前 （よみ）                | 役職            | プロフィール      | 出演開始年月日 | 備考 |
| ---------------------------- | --------------- | ----------------- | -------------- | --- |
| 川路あかり （かわじ あかり） | KTSアナウンサー | A型、鹿児島市出身 | 2021年4月3日   | 15代目・16代目MC。14代目初期からリポーターとして出演。 2020年5月5日放送の30周年記念特別番組『ナマ・イキVOICE わたしたち、こうして30才になりました』で同年入社の新人アナウンサーとして初お披露目され、5月9日放送回以後リポーターとして出演していた。 |
| 山根美乃梨 （やまね みのり） | KTSアナウンサー | A型、兵庫県出身   | 2024年4月6日   | 16代目MC、15代目途中からリポーターとして出演。 |

### 過去の出演者
| 名前 （よみ）                    | 役割 （出演期間）                                         | 備考 |
| -------------------------------- | --------------------------------------------------------- | --- |
| 青木隆子 （あおき りゅうこ）     | 初代司会                                                  | 後に結婚・出産を経て同局報道記者に転じたが、政治活動のため2020年3月で退社。 |
| 加茂川里美 （かもがわ さとみ）   | 初代司会                                                  | 一旦退社後、2015年『まるごとかごしま ゆうテレ!』のMCとしてKTSに復帰。 ゆうテレの後継『かごニュー』にも出演。 |
| 中津留文代 （なかつる ふみよ）   | 2代目MC                                                   | |
| 佐藤陽子 （さとう ようこ）       | 3代目MC                                                   | |
| 寺田聡美 （てらだ さとみ）       | リポーター・4代目MC                                       | |
| 直木比呂代 （なおき ひろよ）     | 6代目MC                                                   | |
| 坂口果津奈 （さかぐち かづな）   | 7代目MC （1999年 - 2006年3月）                            | |
| 福留かおり （ふくとめ かおり）   | 8代目MC （1996年 - 2004年3月）                            | |
| 中西真貴 （なかにし まき）       | 9代目MC （2004年4月 - 2011年3月）                         | 現在は圭三プロダクション所属 |
| 戸越亜希子 （とごえ あきこ）     | 10代目MC （2006年4月 - 2008年6月）                        | |
| 武田みどり （たけだ みどり）     | 11代目MC （2008年7月 - 2011年3月）                        | |
| 井上彩香 （いのうえ あやか）     |                                                           | KTSアナウンサー。 12代目MC時代に番組リポート担当。 |
| みえかおり                       | 12代目MC （2011年4月2日 - 2016年3月26日）                 | 2011年3月までは番組リポーター。 番組卒業後は1年間フランスに滞在し、2017年4月からは鹿児島市加治屋町に 所在するセレクトショップ&レストラン「recife&TEREZA」（レシフェ&テレザ）に勤務。 同年8月19日放送で庄村が訪問した際は、「ナマ・イキスペシャルコース」と名付けた特別予約限定メニューが制作された。 |
| 高塚まい （たかつか まい）       |                                                           | KTSリポーター 12代目MC後期から番組リポート担当。 |
| 庄村奈津美 （しょうむら なつみ） | 12代目・13代目MC （2011年4月2日 - 2020年5月5日）          | KTSアナウンサーとして入社3年目だった2011年に加入し、歴代最長の9年間担当。 在任期間中の2019年に結婚し、第一子妊娠を機に番組を卒業した。 庄村の卒業により、昭和生まれのナマ・イキメインMCは皆無となった。 2021年4月3日以降、ナレーションで出演。                                                       |
| 高橋幸 （たかはし さち）         | 14代目MC （2020年5月9日 - 2021年3月27日）                 | 1994年10月8日（30歳）、O型、東京都出身。13代目途中の2017年からのリポーター出演を経てメインMCとして出演。2021年3月いっぱいでKTSを退社するにあたり番組卒業。 |
| 美川愛実 （みかわ あいみ）       | 13代目・14代目・15代目MC （2016年4月2日 - 2024年3月30日） | 1992年4月21日（33歳）、O型、福岡県出身、2022年4月以降は『KTSライブニュース』を兼務。 |

寺田、福留、武田、みえ、高塚はKTS専属タレント。他はKTSアナウンサー。他にも多くの女性アナウンサー・専属タレントがレポーターとして出演した。

## テーマ曲
2010年5月までのオープニングテーマ曲は、女性スタッフのアイデアで、洋楽の当時日本ではあまり有名ではない歌が使用されていた。エンディングテーマ曲は月ごとに変わる。2010年5月以降のオープニングテーマ曲は、以下のとおり。
- 伊藤ゴロー feat.原田知世「レモン」（2010年5月1日[4][注 6] - 2020年9月26日）
2016年4月2日放送分から曲調をアレンジした上で引き続き使用されていた[注 7]。2017年4月以降に1年弱程度オープニングアニメーションが廃止されていた時期の「レモン」はオープニングを省略しスタジオパート冒頭のみで使用されていた。2010年11月3日にシングルCD化され、2010年9月18日、19日開催のイベント『KTSの日』では、200枚限定で先行発売された[19]。原田知世のアルバム『noon moon』[注 8]収録。
- のん「ナマイキにスカート」（2020年10月10日 - ）
のんが歌うテーマ曲[20]。のんが中学生のときギターを担当したバンドで好きなGO!GO!7188のコピーをしていたことがきっかけで、ミニアルバム『ベビーフェイス』において、ノマアキコとチリヌルヲワカのユウという元GO!GO!7188の2人から楽曲提供を受け[注 9]、一緒にレコーディングも行ったときと同様に[22][23][24]、作詞はノマアキコ、作曲はユウ。プロデューサーは會田茂一、ドラムは恒岡章[注 10]、キーボードは中村圭作[25][26]。サビには6人に加え、収録風景を取材した川路も入れた7人の手拍子も加えられた。配信限定シングルとして配信開始になった10月3日の放送では「ナマ・イキVOICE新主題歌まつり[注 11]」と題し、KTS社屋の屋上をフェス風に飾り付け、ノマアキコをゲストに招き生放送[27][28]。會田茂一と、それぞれブルーとカーキの「ナマイキにスカートのん×ユウ再タッグ記念Ｔシャツ」を着た、のんとユウの2人も生中継で出演[29]。のんが衣装をまといシャンプーハットを被って歌い手拍子し、文字などの映像装飾や、6人のレコーディング映像も加えられた、この番組だけのフルミュージック・ビデオも放送された[30][注 12]。高橋卒業回の3月27日放送中には、のん出演回の未公開映像や番組限定ミュージックビデオも一部放送された。また起用当初から2021年3月27日までエンディングにも本曲が用いられた。

## 放送
土曜日18:30 - 19:00（JST）の生放送。再放送は火曜日未明（月曜深夜）0:30 - 1:00。『もしもツアーズ』等のスペシャルや『FNSの日』などの特別番組が18:30に始まる週には、本放送は18:00 - 18:30に繰り上げて放送されている。また、オリンピックやプロ野球日本シリーズ中継が18時開始となる週はさらに繰り上がり16:55 - 17:25に放送される場合がある。ちなみにキー局のフジテレビの土曜日18時台の前半は『ミュージックフェア』の放送時間帯であるが、鹿児島テレビ放送ではスポンサーの都合により『おかべろ』を放送。2016年11月26日から2017年9月までは『さまぁ〜ずの神ギ問』、2016年11月19日までは『さんまのまんま』が放送されていた。なお、同局の土曜日18時台の後半がアニメ枠だった時代、当該枠のアニメは別曜日での遅れネットとなっていた。
CSデジタル放送のスカパー!などにおけるホームドラマチャンネルの無料放送番組『インターローカルアワー』枠でも、毎週日曜日6:30 - 6:55に約3週間遅れで放送されているため、鹿児島県外でも視聴可能。番組はハイビジョン制作だが、ハイビジョン画質映像（HD）で放送されるスカパー!プレミアムサービスでのホームドラマチャンネル（Ch.661）などではない、ホームドラマチャンネル（Ch.294）などで視聴した場合は、16:9の標準画質映像(SD16:9)で画質が低くなる。2011年11月まで、ホームドラマチャンネルHDでは標準画質映像（SD）に変換されスーパー額縁放送で放送されていた。鹿児島テレビでは生放送であるが、ホームドラマチャンネルの放送では放送内容が編集されることがあり、そのため画面上部には「この番組は鹿児島地区で〇月〇日に放送されたものです」のテロップが表示される。また、新春スペシャルなど時間が拡大された場合、その回はホームドラマチャンネルでの放送は行われていない。

### ミニコーナー
アミュプラザ鹿児島開業後から、番組本編終了後に45秒間コーナー「AMU's STYLE」を開始し、後に「My Amu」に変更、2021年現在は60秒に拡大して放送しているが、いずれのコーナーもKTSでの本放送のみであり、月曜日の再放送とインターローカルアワーでは放送されていない。

### スタジオ
2003年1月18日までは、鹿児島商工会議所ビル1階JALスタジオから公開生放送を行っていた。

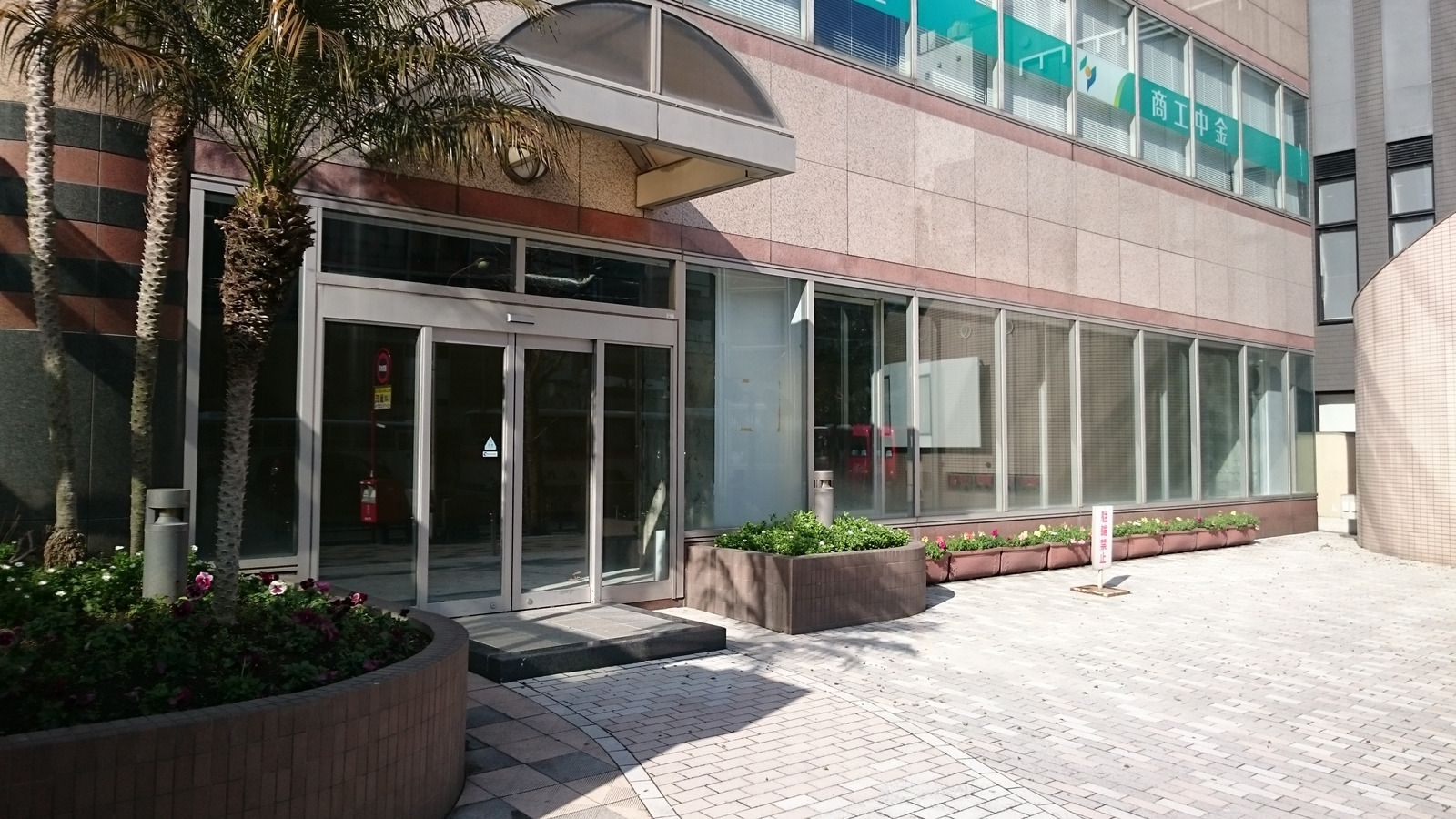
放送開始から2003年1月18日まで使用していたJALスタジオ跡（2016年1月31日撮影）

2006年3月までは、鹿児島テレビ本社内スタジオから録画放送。2006年4月8日からは、公開生放送が鹿児島テレビ放送局内1階ロビーで開始され、これに合わせてロビーが大幅にリニューアルされた。全編VTR構成や出先からの出張放送の場合、通常の公開生放送が行われない場合がある。新型コロナウイルス感染予防対策のため、2020年2月29日以降に公開生放送は行われていなかったが、それ以降もロビーからの放送は不定期ながらも継続していたが、2021年4月3日に行われたリニューアルにより社内のスタジオからの放送となる。

## 備考
- 当番組が災害関連の報道特別番組で臨時休止になった事例は以下の通り。
  - 1993年8月7日： 平成5年8月豪雨
  - 2011年3月12日：東日本大震災[注 21]
  - 2016年4月16日：熊本地震[31]
  - 2020年9月5日：令和2年台風第10号[32]